# Фиџи на Олимпијским играма
Фиџи се први пут појавио на Олимпијским играма 1956. године. Од тада Фиџи је пропустио само два пута да пошаље своје олимпијце на игре 1964. и 1980. године, док је на свим осталим Летњим олимпијским играма учествовао.
На Зимским олимпијским играма Фиџи је први пут учествовао 1988. године и учествовао је још на само две зимске олимпијаде: 1994. и 2002. године.
Олимпијци са Фиџија закључно са олимпијском 2016. годином нису освојили су једну и то златну медаљу. 
Национални олимпијски комитет Фиџија (Fiji Association of Sports and National Olympic Committee) је основан 1949, а признат је од стране Међународног олимпијског комитета 1955. године.

## Медаље

### Освојене медаље на ЛОИ
| Учешће и освојене медаље Фиџија на ЛОИ |                      |                      |                      |                      |                      |                      |                      |                      |                      |                      |
| ЛОИ                                    | Носилац заставе      | Учешће               | Муш.                 | Жене                 | спорт.               | Злато                | Сребро               | Бронза               | Укупно               | Ранг                 |
| 1956. Мелбурн и Стокхолм               |                      |                      |                      |                      |                      | 0                    | 0                    | 0                    | 0                    |                      |
| 1960. Рим                              |                      |                      |                      |                      |                      | 0                    | 0                    | 0                    | 0                    |                      |
| 1964. Токио                            | Фиџи није учествовао | Фиџи није учествовао | Фиџи није учествовао | Фиџи није учествовао | Фиџи није учествовао | Фиџи није учествовао | Фиџи није учествовао | Фиџи није учествовао | Фиџи није учествовао | Фиџи није учествовао |
| 1968. Мексико Сити                     |                      |                      |                      |                      |                      | 0                    | 0                    | 0                    | 0                    |                      |
| 1972. Минхен                           |                      |                      |                      |                      |                      | 0                    | 0                    | 0                    | 0                    |                      |
| 1976. Монтреал                         |                      |                      |                      |                      |                      | 0                    | 0                    | 0                    | 0                    |                      |
| 1980. Москва                           | Фиџи није учествовао | Фиџи није учествовао | Фиџи није учествовао | Фиџи није учествовао | Фиџи није учествовао | Фиџи није учествовао | Фиџи није учествовао | Фиџи није учествовао | Фиџи није учествовао | Фиџи није учествовао |
| 1984. Лос Анђелес                      |                      |                      |                      |                      |                      | 0                    | 0                    | 0                    | 0                    |                      |
| 1988. Сеул                             |                      |                      |                      |                      |                      | 0                    | 0                    | 0                    | 0                    |                      |
| 1992. Барселона                        |                      |                      |                      |                      |                      | 0                    | 0                    | 0                    | 0                    |                      |
| 1996. Атланта                          |                      |                      |                      |                      |                      | 0                    | 0                    | 0                    | 0                    |                      |
| 2000. Сиднеј                           |                      |                      |                      |                      |                      | 0                    | 0                    | 0                    | 0                    |                      |
| 2004. Атина                            |                      |                      |                      |                      |                      | 0                    | 0                    | 0                    | 0                    |                      |
| 2008. Пекинг                           |                      |                      |                      |                      |                      | 0                    | 0                    | 0                    | 0                    |                      |
| 2012. Лондон                           |                      |                      |                      |                      |                      | 0                    | 0                    | 0                    | 0                    |                      |
| 2016. Рио де Жанеиро                   |                      |                      |                      |                      |                      | 1                    | 0                    | 0                    | 1                    |                      |
| 2020. Токио                            |                      |                      |                      |                      |                      |                      |                      |                      |                      |                      |
| 2024. Париз                            |                      |                      |                      |                      |                      |                      |                      |                      |                      |                      |
| 2028. Лос Анђелес                      | предстојећи догађај  |                      |                      |                      |                      |                      |                      |                      |                      |                      |
| 2032. Бризбејн                         | предстојећи догађај  |                      |                      |                      |                      |                      |                      |                      |                      |                      |
| Укупно                                 |                      |                      |                      |                      |                      | 1                    | 0                    | 0                    | 1                    |                      |

### Освајачи медаља на ЛОИ
| Бр. | Медаља | Име | Игре                 | Спорт | Дисциплина | Ж | М |
| --- | ------ | --- | -------------------- | ----- | ---------- | - | - |
| 1.  |        | Састав екипе - Apisai Domolailai Jasa Veremalua Jerry Tuwai Josua Tuisova Kitione Taliga Леоне Накарава Masivesi Dakuwaqa Osea Kolinisau Samisoni Viriviri Savenaca Rawaca Samisoni Viriviri Vatemo Ravouvou Viliame Mata | 2016. Рио де Жанеиро | Рагби | Рагби      | − | м |

### Освојене медаље на ЗОИ
| Учешће и освојене медаље Фиџија на ЗОИ |                      |                      |                      |                      |                      |                      |                      |                      |                      |                      |
| ЛОИ                                    | Носилац заставе      | Учешће               | Муш.                 | Жене                 | спорт.               | Злато                | Сребро               | Бронза               | Укупно               | Ранг                 |
| 1988. Калгари                          |                      |                      |                      |                      |                      | 0                    | 0                    | 0                    | 0                    |                      |
| 1992. Албервил                         | Фиџи није учествовао | Фиџи није учествовао | Фиџи није учествовао | Фиџи није учествовао | Фиџи није учествовао | Фиџи није учествовао | Фиџи није учествовао | Фиџи није учествовао | Фиџи није учествовао | Фиџи није учествовао |
| 1994. Лилехамер                        |                      |                      |                      |                      |                      | 0                    | 0                    | 0                    | 0                    |                      |
| 1998. Нагано                           | Фиџи није учествовао | Фиџи није учествовао | Фиџи није учествовао | Фиџи није учествовао | Фиџи није учествовао | Фиџи није учествовао | Фиџи није учествовао | Фиџи није учествовао | Фиџи није учествовао | Фиџи није учествовао |
| 2002. Солт Лејк Сити                   |                      |                      |                      |                      |                      | 0                    | 0                    | 0                    | 0                    |                      |
| 2006. Торино                           | Фиџи није учествовао | Фиџи није учествовао | Фиџи није учествовао | Фиџи није учествовао | Фиџи није учествовао | Фиџи није учествовао | Фиџи није учествовао | Фиџи није учествовао | Фиџи није учествовао | Фиџи није учествовао |
| 2010. Ванкувер                         | Фиџи није учествовао | Фиџи није учествовао | Фиџи није учествовао | Фиџи није учествовао | Фиџи није учествовао | Фиџи није учествовао | Фиџи није учествовао | Фиџи није учествовао | Фиџи није учествовао | Фиџи није учествовао |
| 2014. Сочи                             | Фиџи није учествовао | Фиџи није учествовао | Фиџи није учествовао | Фиџи није учествовао |                      |                      |                      |                      |                      |                      |
| 2018. Пјонгчанг                        | Фиџи није учествовао | Фиџи није учествовао | Фиџи није учествовао | Фиџи није учествовао |                      |                      |                      |                      |                      |                      |
| 2022. Пекинг                           |                      |                      |                      |                      |                      |                      |                      |                      |                      |                      |
| 2026. Милано и Кортина                 | предстојећи догађај  |                      |                      |                      |                      |                      |                      |                      |                      |                      |
| 2030. Француски Алпи                   | предстојећи догађај  |                      |                      |                      |                      |                      |                      |                      |                      |                      |
| 2034. Солт Лејк Сити                   | предстојећи догађај  |                      |                      |                      |                      |                      |                      |                      |                      |                      |
| Укупно                                 |                      |                      |                      |                      |                      | 0                    | 0                    | 0                    | 0                    |                      |